# De odyssee van Asterix
De odyssee van Asterix is het 26e stripalbum in de Asterix-stripreeks. Het verhaal is zowel geschreven als getekend door Albert Uderzo.

## Verhaal
Julius Caesar roept het hoofd van zijn geheime raad bij zich in de hoop dat die met een plan kan komen de Galliërs te overwinnen. Commissarus komt met het idee om de Romein-Gallische druïde en spion Nulnulnix naar het Gallische dorp te sturen, zodat hij de formule van de toverdrank kan bemachtigen. Nulnulnix vertrekt met een strijdwagen vol snufjes en gadgets naar het dorp, na kennis te hebben genomen van een geheim bericht van Commissarus om de toverdrank voor hunzelf te bemachtigen, maar zelf van mening is dat hij dit beter voor zichzelf kan bemachtigen en gebruiken.
In het dorp gedraagt Panoramix zich enorm ongeduldig en opgewonden. Wanneer de handelaar Epidemais arriveert knapt zijn humeur op, maar zijn vreugde verdwijnt onmiddellijk nadat Epidemais verteld heeft dat hij vergeten is aardolie (in de strip 'rotsolie' of 'nafta' genoemd) mee te nemen. Door de schok krijgt Panoramix een beroerte. Volgens Epidemais heeft het behalve als brandstof voor lampen weinig nut, omdat het zo stinkt. Asterix en Obelix worden erop uit gestuurd om een druïde te vinden die Panoramix kan helpen. Op hun weg komen ze snel Nulnulnix tegen, en nemen hem mee naar hun dorp om Panoramix te laten behandelen. Wanneer Panoramix weer bijkomt, onthult hij dat hij zonder aardolie geen toverdrank kan maken.
Asterix en Obelix besluiten met Epidemais mee te gaan om zelf aardolie te gaan halen in Mesopotamië. Nulnulnix houdt het nieuws dat de Galliërs geen toverdrank meer hebben nog even voor zich, zodat er gegarandeerd kan worden dat er geen nieuwe gemaakt kan worden, en gaat met het duo mee, met als bonus de mogelijkheid het recept van Panoramix te leren kennen als ze niet in hun opzet zouden slagen. Hij stuurt via een getrainde huisvlieg berichten naar de Romeinen om zo de Galliërs tegen te werken. Zo laat hij onder andere alle aardolievoorraden vernietigen zodat Asterix en Obelix zelf nieuwe olie moeten gaan halen in Mesopotamië, meer bepaald het voormalige Babylon.
Tijdens hun tocht door de woestijn stuiten ze op diverse groeperingen en volkeren die hen telkens voor hun vijanden houden, tot grote ergernis van hen beiden. Met de hulp van Idéfix vinden Asterix en Obelix per ongeluk en uiteindelijk toch een bron van aardolie. Nulnulnix wordt ontmaskerd als Romeinse spion en gevangen. Wel kan hij nog een bericht aan Caesar sturen dat de Galliërs zonder toverdrank zitten. Caesar stuurt meteen een leger naar het dorp.
Net voor ze in Gallië aanleggen valt door toedoen van Nulnulnix en Obelix alle aardolie overboord. Teleurgesteld keren Asterix en Obelix terug bij hun dorp, waar ze tot hun verbazing zien hoe hun stamgenoten de Romeinen verslaan. Panoramix onthult dat hij heeft ontdekt dat wortelsap hetzelfde effect heeft als aardolie. Nu krijgt Asterix juist een beroerte omdat de hele reis voor niets is geweest, maar wat toverdrank brengt hem snel weer bij, bemerkend dat met het wortelsap het beter smaakt.
De Galliërs sturen Nulnulnix vastgebonden in een kist naar Caesar als mededeling dat hun dorp nog altijd niet is veroverd. Caesar laat de spion en het hoofd van de geheime dienst in het Circus Maximus gooien als straf voor hun mislukking, en, ingesmeerd met honing, rennen ze voor hun leven, achterna gezeten door een wolk hongerige insecten (en de huisvlieg).

## Achtergrond
- Het personage Nulnulnix is een parodie op James Bond, inclusief diens met gadgets uitgeruste voertuigen (in dit geval een paardenkar zonder paarden maar diverse foefjes, zoals een rookontwikkelaar, een baanveger en een drijffunctie). Hij is zelf ook een karikatuur van Sean Connery. In de Engelse versie heet hij "Doubleosix" wat weer een verwijzing is naar "double O seven", 007, James Bonds officiële spiontitel.
- Het drankje dat Nulnulnix Panoramix aanbiedt en hem er weer door helpt is een drankje uit graan gestookt (of gerst) en komt uit Caledonië, oftewel Schotse whiskey, dat Nulnulnix niet bij naam noemt maar wel gelooft dat het misschien nog beter zou smaken met ijsblokjes, wat wederom een verwijzing is naar James Bond.
- Poreus Pilarus is een karikatuur van Jean Gabin, alsook een allusie op Pontius Pilatus. Nulnulnix ergert zich er bijvoorbeeld aan dat de man "voortdurend zijn handen wast".
- Caius Commissarus is een karikatuur van Bernard Blier.
- Asterix' en Obelix' bezoek aan Jeruzalem bevat nog veel meer referenties naar de Bijbel en het kerstverhaal. Zo wordt gezegd dat ze aangekomen zijn in het beloofde land en brengen de twee de nacht door in een stal in Bethlehem.
- Dit album was een eerbetoon van Uderzo aan zijn overleden partner René Goscinny. Goscinny was Joods, maar durfde Asterix en Obelix nooit naar Israël af te laten reizen uit angst van Joodse propaganda beschuldigd te worden. Uderzo besloot daarom met dit album Goscinny alsnog zijn zin te geven en gaf Goscinny zelfs een kleine rol. Uderzo noemde De odyssee van Asterix naderhand het enige Asterix-album dat voor hem makkelijker te schrijven was dan voor Goscinny.[1] In de strip is zijn rol Saul Petri, assistent voor Samson Brutus (die in werkelijkheid Rosenblumenthalovitch heet), die Asterix en Obelix begeleiden naar de rand van de woestijn en de Dode Zee.
- Rosenblumenthalovitch wordt weergegeven als een orthodoxe jood en zakenman, die enkel uit zakelijke overwegingen zijn naam veranderde naar een Romeinse alias, zoals hierboven vermeld.
- Asterix stelt dat ze heus niet de enigen zullen zijn die in een woestijn rondzwerven en er doorkomen. Dit verwijst eveneens naar de Bijbel, meer bepaald naar hoe Mozes zijn volk door de woestijn helpt.
- Obelix wil een duik nemen in de Dode Zee, maar stuitert enkel over de oppervlakte. Dit is correct, door het hoge zoutgehalte geeft het voorwerpen en personen een zeer groot drijfvermogen.
- Obelix vindt het niet kunnen dat everzwijnen (en varkens in het algemeen) geen gelijke kansen krijgen in Mesopotamië. Dit is een allusie op hoe de Romeinen de lokale volkeren als derderangsburgers beschouwen en behandelen, maar ook hoe sommige aspecten door cultuur en religie tot een twistpunt kunnen verworden.
- Wanneer Nulnulnix in de buurt van een muur in Jeruzalem veinst dat hij zijn voet verstuikt heeft begint hij luid te jammeren om Asterix en Obelix te verraden. Obelix slaat hem bewusteloos met de uitspraak: "Hou 'ns op met dat geklaag." Dit is een verwijzing naar de Klaagmuur.
- De gevechten tussen de Meden, Perzen, Assyriërs, Sumeriërs ... zijn een allusie op de voortdurende conflicten in het Midden-Oosten.
- Aan het einde van het verhaal krijgt een meeuw olie over zich heen. Hij roept kwaad: "Zeg me niet dat jullie nu al beginnen!" Dit is een verwijzing naar de vele olierampen op zee sinds de 20ste eeuw, met name de ramp met de Amoco Cadiz die in 1978 in de buurt van Bretagne plaatsvond.
- Asterix en Obelix verlaten Jeruzalem via de Leeuwenpoort. In werkelijkheid werd deze 1500 jaar na de tijd waarin het verhaal speelt gebouwd.
- In een poging vooruit te geraken neemt Obelix op de terugweg uit de woestijn zijn kameel op de rug, die door al het gewaggel zeeziek raakt. Dit parodieert hoe sommige mensen zeeziek worden als ze een kameel of dromedaris berijden door diens schommelende gang.
- Nulnulnix en Commissarus communiceren via een afgerichte (vrouwtjes)vlieg die papiertjes heen en weer vliegt maar steevast in de soep belandt bij de landing, naar het cliché van de "vlieg in de soep". Ook is de vlieg blijkbaar zeer verliefd op Nulnulnix, een parodie op James bond en Miss Moneypenny.
- In de eerste strip is te zien dat er maretak en kreeft in de toverdrank gaat (Asterix de Galliër) en later dat de maretak geoogst moet worden met een gouden snoeimes (Het gouden snoeimes). Er moet ook "redelijk verse vis" (De grote oversteek) in en in deze strip blijkt aardolie (en uiteindelijk wortelsap) een ingrediënt van de toverdrank te zijn.
- In het verhaal wordt er door Obelix en Asterix meermaals allusie gemaakt op hoe over aardolie zoveel heisa gemaakt wordt.
- De Romeinse patrouille die Nulnulnix, Asterix en Obelix in het begin van het verhaal tegenkomen, wordt vakkundig afgeschud, waarna de getergde soldaten en hun decurio allerhande spreekwoorden rond paarden bovenhalen, zoals "oude paarden van stal (i.p.v. koeien uit de gracht) halen", "het beste paard struikelt wel eens", "een gegeven paard niet in de bek kijken" of "op het verkeerde paard wedden".
- De piraten maken ook hun opwachting, maar deze keer verliezen ze hun schip niet. In plaats daarvan nemen ze gedwongen de hele voorraad van Epidemais over (als onderdeel van de vergoeding voor zijn diensten), die ze niettemin voor een aardige stuiver weten te verpatsen.
- Het is de tweede maal dat ze met Epidemais meereizen (in Asterix als gladiator was dit de eerste keer, en heette de koopman in oudere vertalingen nog Verramsj), en blijkt het contract tussen de roeiers en de koopman herzien: nu vormen ze een bureau voor gespecialiseerde zeereizen (waaronder koopvaardijreizen) en is hij de OK, oftewel organiserend kapitein, en de bemanning het AUB, oftewel algemeen uitvoerend bestuur. De verhoudingen blijven echter zo goed als ongewijzigd, want de roeiers willen niets te maken hebben met de werking van de kapitein noch hem te hulp schieten bij problemen.